# Gunnar Ekblad
Sven Gunnar Ekblad, född den 24 december 1918 i Stockholm, död den 24 juni 2016 i Gränna, var en svensk jurist.
Ekblad avlade studentexamen i Stockholm 1940 och juris kandidatexamen vid Stockholms högskola 1945. Efter tingstjänstgöring i Tjusts domsaga 1945–1947 blev han fiskal i Göta hovrätt 1948, assessor där 1956, hovrättsråd 1959, lagbyråchef i Ecklesiastikdepartementet 59, rättsavdelningschef där 1962 och rättschef 1965. Ekblad var lagman i Göta hovrätt 1966–1983. Han var ordförande i filmcensurutredningen 1964 och i Domstolsverkets besvärsnämnd för rättshjälpen 1976–1979. Ekblad blev riddare av Nordstjärneorden 1962, kommendör av samma orden 1966 och kommendör av första klassen 1974. Han vilar på Skogskyrkogården i Eksjö.